# آرسن باگراتونی
آرسن کومیتاس باگراتونی (ارمنی: Արսեն Կոմիտաս Բագրատունի (Անթիմոսյան)؛ انگلیسی: Arsen Bagratuni، زادهٔ ۲۱ اوت ۱۷۹۰ - درگذشته ۲۴ دسامبر ۱۸۶۶)، نویسنده، زبان‌شناس، en:armenologist فیلسوف، شاعر، متخصص دستورزبان و مترجم مخیتاریست اهل ارمنستان بود.

## زندگی‌نامه
وی در ۲۱ اوت ۱۷۹۰ در کنستانتینوپل به دنیا آمد. در سن یازده سالگی به صومعه سنت لازاروس فرستاده شد و در سال ۱۸۱۰ نشان دریافت نمود. پس از سفرهایی به پاریس، رم و روسیه به مدت قرن (۵۶–۱۸۳۱) به عنوان کشیش (Chaplain) در خانواده سرشناس Tiwzean گذراند. در سال ۱۸۵۶ به صورت دایمی به صومعه سنت لازاروس بازگشت. وی در ۲۴ دسامبر ۱۸۶۶ در سن ۷۶ سالگی در ونیز درگذشت.

## آثار
وی تعدادی اثر دربارهٔ زبان شناختی را از زبان‌های لاتین و یونانی به زبان ارمنی کلاسیک ترجمه نمود. وی همچنین تعدادی متن تاریخی و کتاب مقدس را به چاپ رساند. مهم‌ترین اثر ادبی وی شعر حماسی «Hayk the hero» می‌باشد.